# Viver (Barcelona)
Viver es una localidad española del municipio de Viver y Serrateix, perteneciente a la provincia de Barcelona, en la comunidad autónoma de Cataluña.

## Historia
Hacia mediados del siglo XIX, el lugar, por entonces con ayuntamiento propio, tenía contabilizada una población de 148 habitantes. Aparece descrito en el decimosexto volumen del Diccionario geográfico-estadístico-histórico de España y sus posesiones de Ultramar de Pascual Madoz de la siguiente manera:

VIVER: l. con ayunt. en la prov., aud. terr., c. g. de Barcelona (11 leg.), part. jud. de Berga (3 1/4), dióc. de Solsona (6). sit. en terreno quebrado; le combaten con frecuencia los vientos del N. y E.; su clima es frio pero sano. Tiene 40 casas, y una igl. parr. (San Miguel) de la que es aneja la de San Juan de Mundarn, servida por un cura de segundo ascenso de patronato real; hay ademas 2 capillas en casas particulares. El térm. confina N. Caserras; E. Puigreíx; S. Cugat de Recó, y O. Serrateix, con cuyo sobrenombre se distingue este pueblo del de Vivex de Segarra, perteneciente á la prov. de Lérida. El terreno es de ínfima calidad, montuoso en mucha parte con bosque arbolado; le cruza un torrente insignificante, y varios caminos locales. prod.: centeno, legumbres, poco vino y aceite; cria ganado lanar, cabrío y de cerda, y caza de conejos, liebres y perdices. pobl.: 30 vec., 148 alm. cap. prod.: 1.206,000 rs. imp.: 30,150.
(Madoz, 1850, p. 357)

En la actualidad pertenece al municipio de Viver y Serrateix. En 2022, la entidad singular de población tenía empadronados 166 habitantes y el núcleo de población 62 habitantes.

## Patrimonio
En el lugar hay una iglesia bajo la advocación de San Miguel.